# St. Johnstone Football Club 2024-2025
Questa voce raccoglie le informazioni riguardanti il St. Johnstone Football Club nelle competizioni ufficiali della stagione 2024-2025.

## Stagione
- In Scottish Premiership il St. Johnstone si classifica al 12º posto (32 punti), dietro al Ross County, retrocedendo così in Championship
- In Scottish Cup viene eliminato in semifinale dal Celtic (0-5).
- In Scottish League Cup viene eliminato al secondo turno dai Rangers (0-2).

## Maglie e sponsor
Il fornitore tecnico per la stagione 2024-2025 è Macron, mentre lo sponsor ufficiale è GS Brown Construction.
| Casa | Trasferta | Terza divisa |

## Rosa
| N. |                             | Ruolo | Calciatore        |
| -- | --------------------------- | ----- | ----------------- |
| 1  | Inghilterra (bandiera)      | P     | Andy Fisher       |
| 2  | Croazia (bandiera)          | D     | Božo Mikulić      |
| 4  | Lettonia (bandiera)         | D     | Daniels Balodis   |
| 5  | Inghilterra (bandiera)      | D     | Zach Mitchell     |
| 6  | Panama (bandiera)           | C     | Víctor Griffith   |
| 7  | Scozia (bandiera)           | C     | Jason Holt        |
| 8  | Svezia (bandiera)           | C     | Jonathan Svedberg |
| 9  | Uganda (bandiera)           | A     | Uche Ikpeazu      |
| 10 | Scozia (bandiera)           | A     | Nicky Clark       |
| 11 | Irlanda (bandiera)          | C     | Graham Carey      |
| 14 | Inghilterra (bandiera)      | C     | Drey Wright       |
| 16 | Gambia (bandiera)           | A     | Adama Sidibeh     |
| 17 | Ucraina (bandiera)          | C     | Maksym Kučerjavyj |
| 18 | Irlanda del Nord (bandiera) | D     | Sam McClelland    |

| N. |                             | Ruolo | Calciatore               |
| -- | --------------------------- | ----- | ------------------------ |
| 19 | Scozia (bandiera)           | A     | Taylor Steven            |
| 20 | Scozia (bandiera)           | P     | Ross Sinclair            |
| 21 | Guyana (bandiera)           | C     | Stephen Duke-McKenna     |
| 22 | Galles (bandiera)           | C     | Matt Smith               |
| 23 | Austria (bandiera)          | C     | Sven Sprangler           |
| 24 | Scozia (bandiera)           | C     | Josh McPake              |
| 27 | Irlanda del Nord (bandiera) | A     | Makenzie Kirk            |
| 29 | Svezia (bandiera)           | A     | Benjamin Mbunga Kimpioka |
| 30 | Scozia (bandiera)           | D     | Barry Douglas            |
| 31 | Scozia (bandiera)           | P     | Craig Hepburn            |
| 37 | Irlanda (bandiera)          | D     | Sam Curtis               |
| 44 | Scozia (bandiera)           | C     | Elliot Watt              |
| 46 | Polonia (bandiera)          | C     | Franciszek Franczak      |
| 55 | Scozia (bandiera)           | D     | Callan Hamill            |